# پی‌یر رد
ژاک پی‌یر ژوزف رُد (به فرانسوی: Jacques Pierre Joseph Rode) (زاده ۱۶ فوریه ۱۷۷۴ – درگذشته ۲۵ نوامبر ۱۸۳۰) نوازنده ویولن و آهنگساز فرانسوی بود.
پی‌یر رُد بهمراه جووانی باتیستا ویوتی، رودلف کرویتزر و پی‌یر بایلوت از سردمداران مكتب پاريس هستند.

## برخی آثار
یکی از مهمترین آثار پی‌یر رُد 24 کاپریس او برای ویلن تنها است که یکی از کتاب‌های آکادمیک پایه برای ویلن محسوب می‌شود.